# Gerenbach
La Gerenbach ou Gehrenbach est une rivière suisse et un affluent gauche du Rhône.

## Parcours
De type glaciaire, cette rivière est un affluent de la rive gauche du Rhône dans le Haut-Valais. Elle se situe dans la vallée de Geren et prend sa source au pied des glaciers de Kühboden, de Geren et de Siedlen. Elle rejoint le Rhône après un parcours de 8 km, près de la commune d'Oberwald à la cote 1 386 m. Un seul affluent important: le Gornerlibach.